# Baptisten in Tschechien

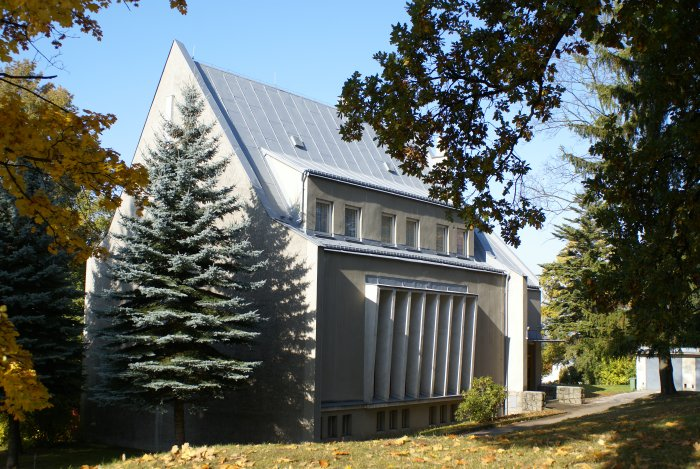
Baptistenkirche in Gablonz an der Neiße

Die Baptisten in Tschechien sind zusammengeschlossen in der Baptistischen Union der Tschechischen Republik. Der tschechische Name dieses Bundes lautet: Bratrská Jednota Baptistů v České republice.

## Geschichte

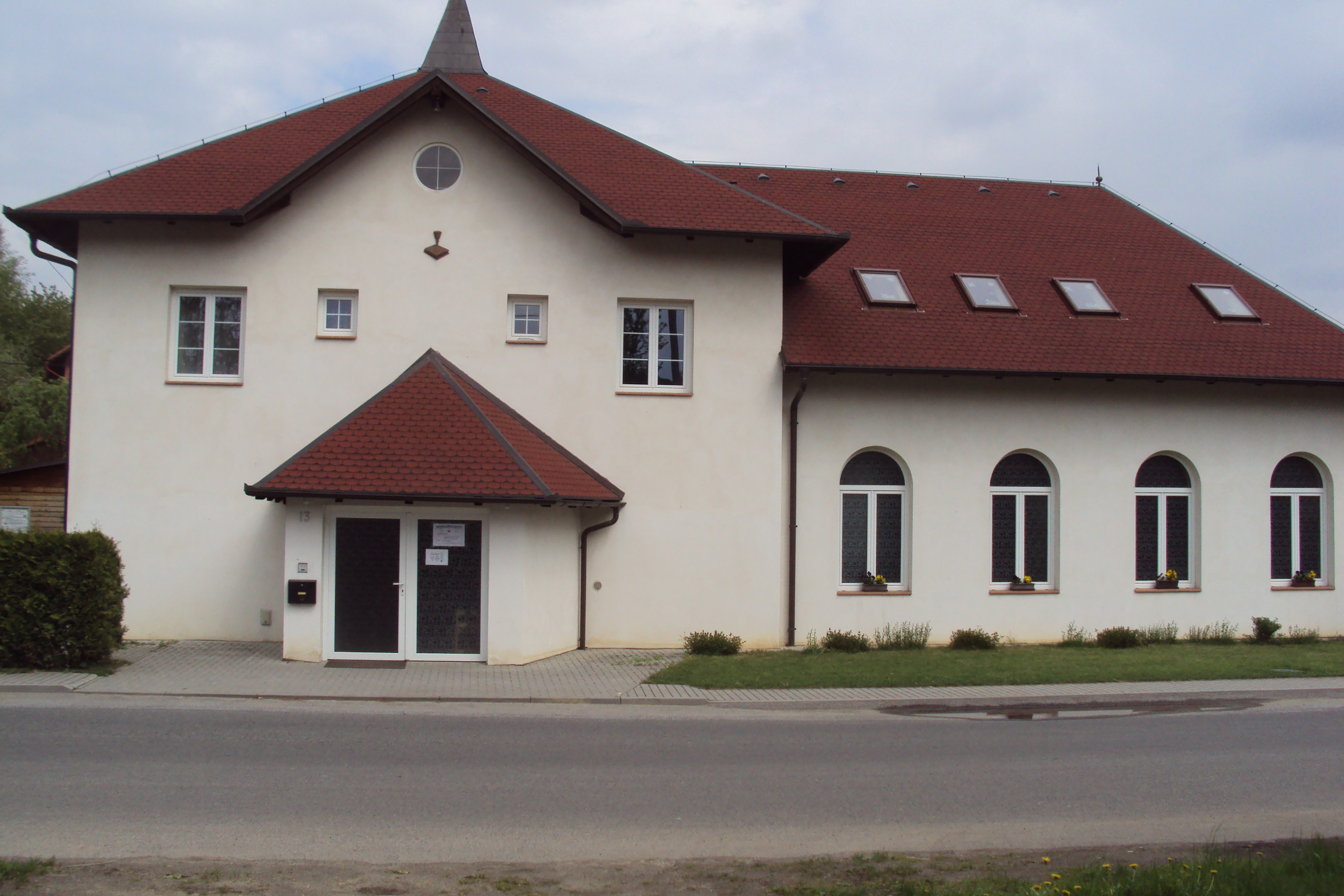
Baptistenkirche in Brniště

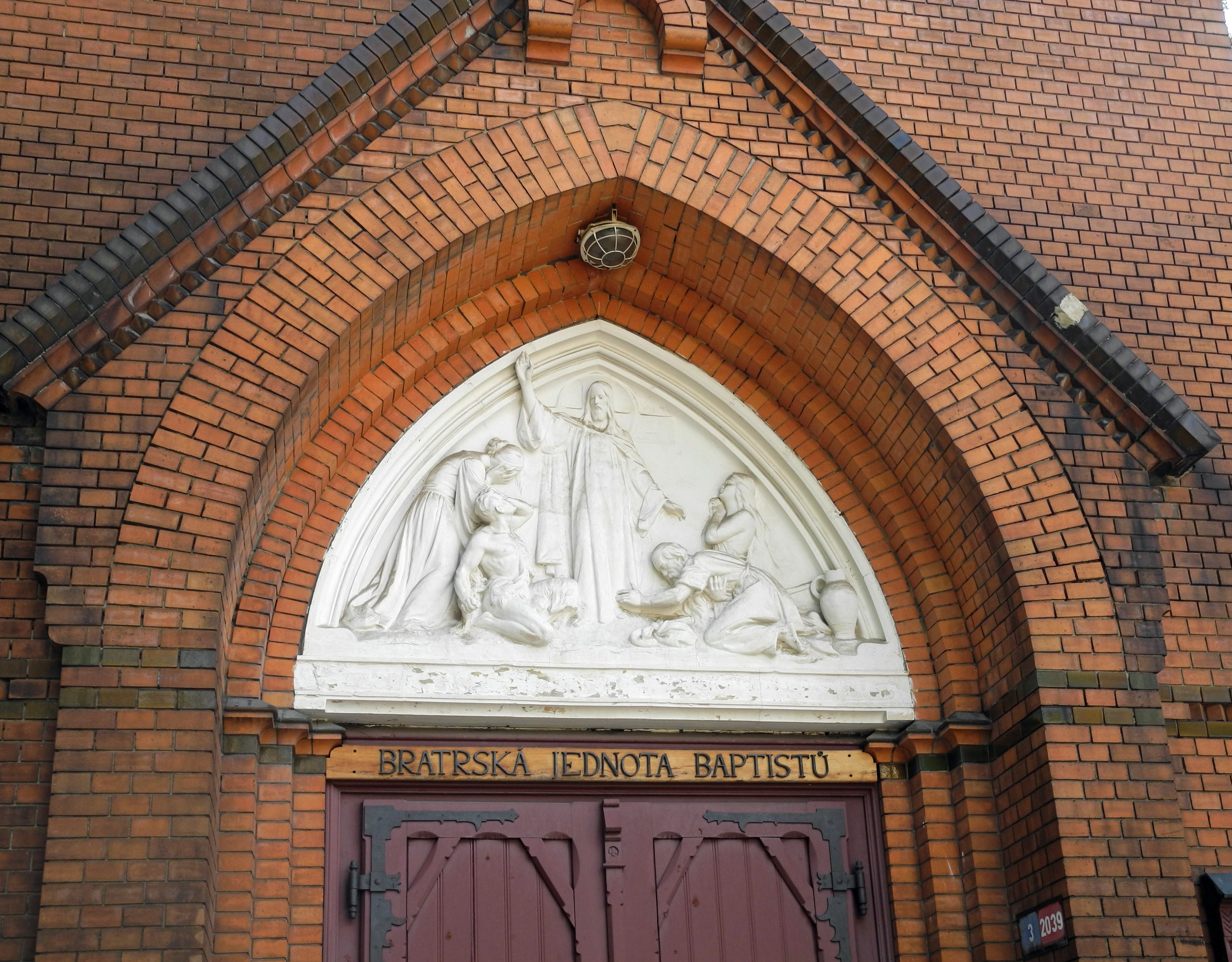
Portal der Baptistenkirche in Litoměřice (ehemalige Evangelische Kirche)

Erste baptistische Missionsarbeiten in Tschechien begannen in den 50er Jahren des 19. Jahrhunderts. Damals waren die tschechischen Gebiete Teil der österreichisch-ungarischen Monarchie.
Markus Knappe, ein deutscher Baptistenpastor, begann in diesen Jahren, das Gebiet um Broumov regelmäßig zu bereisen. Sein Interesse galt vor allem der deutschsprachigen Bevölkerung dieser Region. Am 18. März 1884 wurde in dem Dorf Hleďsebe (Böhmen) die erste Baptistengemeinde gegründet. Sie nannte sich Gemeinde gläubig getaufter Christen.
Nur wenige Jahre später verlegte die Gemeinde Hleďsebe ihre Hauptaktivität nach Prag. Bereits 1915 existierten in Tschechien 15 Baptistengemeinden, die sich 1919 zu einem Gemeindebund mit dem Namen The Chelčicky Unity of Brethren zusammenschlossen. 1950 wurde der Name geändert; der tschechoslowakische Baptistenbund hieß nun Bratrská Jednota Baptistů v České republice.
1960 bildeten sich innerhalb der damaligen Tschechoslowakei zwei regionale Vereinigungen, die böhmisch-mährische und die slowakische. Bis 1993 blieben sie unter dem Dach des genannten Baptistenbundes vereinigt.
Nach der Teilung der Tschechoslowakei in die beiden selbständigen Staaten Tschechien und Slowakei trennten sich auch die beiden Vereinigungen und bildeten selbständige nationale Bünde. Nach wie vor besteht jedoch zwischen beiden Bünden eine intensive Zusammenarbeit, die sich unter anderem in der Herausgabe eines gemeinsamen Gesangbuches und der gemeinsamen Zeitschrift Rozsievač ausdrückt.

## Organisation und Statistik

Altersstruktur der tschechischen Baptisten (2011)

Wichtigstes Organ der Baptisten in Tschechien ist die Delegiertenkonferenz des Gemeindebundes. Einmal im Jahr tritt diese Konferenz zusammen und entscheidet über alle wichtige Angelegenheiten der tschechischen Baptisten. Unter anderem wählt die Konferenz auch ein fünfköpfiges Leitungsgremium, das die Geschäfte des Bundes führt. Sitz des Bundes ist Prag.
Der tschechische Baptistenbund ist Mitglied der Europäisch-Baptistischen Föderation und des Baptistischen Weltbundes. Auch arbeitet er im Ökumenischen Rat der Kirchen der Tschechischen Republik mit.
Eine Bibelschule in Olomouc (gegründet 1992) bietet ein dreijähriges Theologiestudium. Ein volles Theologiestudium mit der Möglichkeit zu promovieren bietet das International Theological Seminary, das bis 2014 seinen in Prag hatte und sich seitdem in Amsterdam befindet.
Zum Bund der tschechischen Baptisten gehören 2335 Mitglieder (ohne Kinder und Freunde), die sich in 26 autonomen Ortsgemeinden versammeln.